# 帽子 (テレビドラマ)
『NHK広島放送局開局80年ドラマ・帽子』（エヌエイチケイひろしまほうそうきょくかいきょくはちじゅうねんドラマ・ぼうし）は、2008年にNHK広島放送局が開局80周年を記念して制作したテレビドラマ（地域発ドラマ）である。平成20年度文化庁芸術祭テレビドラマ部門に参加、優秀賞を受賞した。

## 概要
世界初の原子爆弾被災都市にある放送局として、平和に関する問題を発信し続けてきた広島局は、1928年夏に開局した。それから80年となった2008年は、原爆投下から既に63年が経過した。被爆者の高齢化・被爆体験の風化問題が現実問題として深刻になっていた。そこで、被爆体験を後世に語り継ぐことを軸として、母胎内で被爆した「胎内被爆者」をテーマとして制作された。
初回は総合テレビで、2008年8月2日の21:00 - 22:30（JST）に全国放送された。視聴率は11.6%であった。同月には海外向けにも放送された。
主演の緒形拳はこの時すでに癌に蝕まれており、放送から2か月後の2008年10月5日に急逝した。10月10日の22:00 - 23:30には、平成20年度（第63回）文化庁芸術祭参加に加え、緒形の追悼の意味合いを込めて再放送された。その時の視聴率は11.8%であった。そして『きょうのニュース&スポーツ』を挟み、加賀美幸子の司会により、遺族である同業の二人の息子らをゲストに招き、追悼特番が放送された。
上記以外の再放送を実施した日時は以下の通り。
- 2008年9月13日 14:00 - 15:30（JST）：総合テレビ、中国地方のみ。
福田康夫首相の辞任表明に伴う放送番組変更の影響で、当初予定された9月5日22:00-23:30（JST）から放送日時が変更となった。
- 2008年12月27日 9:30 - 11:00（JST）：国際放送（NHKワールド・プレミアム）、海外向け。
- 2009年1月23日 22:00 - 23:30（JST）：総合テレビ、中国地方のみ。
平成20年度（第63回）文化庁芸術祭優秀賞受賞作品としての再放送。
- 2009年2月8日 16:00 - 17:30（JST）：総合テレビ
平成20年度（第63回）文化庁芸術祭優秀賞受賞作品としての再放送。
- 2010年1月2日　23:10 - 翌日0:38（JST）：総合テレビ、広島県のみ。
同じ広島局制作で翌年度の文化庁芸術祭テレビ部門ドラマの部で大賞を受賞した「火の魚」とあわせての放送。

## 出演
- 高山春平：緒形拳、高橋駿海（6歳時）、笠原秀幸（28歳時）
- 河原吾朗：玉山鉄二[2]
- 河原雅之：岸部一徳
- 河原美和：柚木佑美
- 河原亜紀：小林英里香
- 太刀川校長：山本晋也
- 竹本勝人：北見敏之
- 竹本世津：田中裕子、朝倉あき[3]（19歳時）
- 竹本晴子：大西麻恵
- 高山優：富田麻帆
- 高山礼吉：高橋克明
- 山本五十六：青野光臣
- 英三：梶本浩喜
- 市村PTA理事：山本龍二
- 轟主任：岩田丸
- 福造：牟田悌三
- 福造の孫：森脇崇行

## スタッフ
- 脚本：池端俊策
- 演出：黒崎博
- 制作：NHKプラネット（中国支社）
- 著作：NHK広島放送局

## 主題歌
- 元ちとせ「空に咲く花」